# Telmatoscopus falcariformis
Telmatoscopus falcariformis és una espècie d'insecte dípter pertanyent a la família dels psicòdids que es troba a Europa: el territori de l'antiga Txecoslovàquia.